# ناحیه بنی بوسعید
ناحیه بنی بوسعید (به عربی: دائرة بنی بوسعید) یک ناحیه در الجزایر است که در استان تلمسان واقع شده‌است.

## خصوصیات
ناحیه بنی بوسعید ۲۰٬۳۴۶ نفر جمعیت دارد.